# Drosophila paranaensis
Drosophila paranaensis este o specie de muște din genul Drosophila, familia Drosophilidae, descrisă de Barros în anul 1950. Conform Catalogue of Life specia Drosophila paranaensis nu are subspecii cunoscute.